# Yecuatla (Veracruz)
Yecuatla YEI-Coalt-TLAN; Es una lengua náhuatl que significa: YEI- tres, Coalt- culebra o serpiente y TLAN- lugar (lugar de la culebra de 3 cabezas), es una ciudad del Estado de Veracruz en México. Pertenece al municipio de Yecuatla.

## Localización
Este municipio corresponde a la segunda región del norte del estado de Veracruz, linderos con los municipios de Colipa, Juchique de Ferrer, Chiconquiaco y Misantla. Su precipitación máxima es de 1860 mm por año.
- Altitud: 327 metros.
- Latitud: 19º 52' N
- Longitud: 096º 45' O

## Reseña histórica
Yecuatla se fundó en el año de 1542, la conquista de México por los españoles mermó la población indígena. En 1545 el pueblo de Yecuatla sufrió una epidemia y esto hizo que sus pobladores se movilizaran fuera del pueblo buscando salvarse.
En 1559 la primera posesión de los terrenos de Yecuatla fue dada por Melchor Cortez. Dice el documento

... “yo” don Luis de Velazco virrey de la nueva España a voz de don Melchor Cortez natural y cacique del pueblo de tepetlazon, es mando que luego en vista de esta, luego y sin dilación que váyase al pueblo de yecuatlan, y llegando a el llaméis al padre fray Alonso de Santiago, en su presencia haréis parecer ante vos a don Juan tecuanteutli gobernador del pueblo de santa María misantla y a los más vecinos y cercanos pueblos que hubiera a ese yecuatlan, y los meteréis a los caminos y los  apaciguareis y juntos veréis e inquiriréis las tierras y porque son las rencillas y pleitos y parcelas de manera que quedan conformes y unánimes, el 20 de mayo el pueblo donde Yecuatla estuvieron presentes el gobernador de misantla, gobernador de san Francisco Colipa y el de san padre chiconquiaco así como el del pueblo de zihuaquetlan y se le requiere para el día 6 de junio se háyase todos los presentes para que se dieran los términos del pueblo de yecuatlan que solicitaban Juan Xitlapopocatzin, y su gobernador.

al intérprete Alonso Gallegos y el padre Alonso de Santiago, respondieron que obedecía los mandamientos suspensivos, posteriormente se le dio posesión a los líderes de Yecuatla.
En 1580 Yecuatla tenía 50 familias tributarias y se levantaban 2 cosechas. En 1857 entra un camino de brecha hacia Misantla, obteniendo la concesión para el traslado de pasaje la cooperativa de transporte banderilla.
En 1966 el municipio se vio favorecido con agua potable y, en 1969, el gobernador Rafael Murillo Vidal hizo un recorrido por la carretera de construcción de Yecuatla a Misantla, que terminó de construirse en 1976.
Para el año 1988 funcionaban en el municipio 9 escuelas de preescolar, 34 primarias, una secundaria, una telesecundaria. Actualmente se cuenta con un tele bachillerato. Por decreto de 8 de julio de 1939, el poblado de Yecuatla se eleva a la categoría de villa.
Actualmente, el municipio de Yecuatla tiene como alcalde a Adrián Cortés González, quien se ha convertido en un ciudadano ejemplar.

### Fechas señaladas
- 1891 Determinación de límites de los municipios de Chiconquiaco y Yecuatla
- 1939 El poblado de Yecuatla, se eleva a la categoría de villa.